# 莱萨布勒多洛讷区
莱萨布勒多洛讷区（法語：arrondissement des Sables-d'Olonne）是法国卢瓦尔河地区大区旺代省所辖的一个区。总面积1914.7平方公里，总人口240309，人口密度126人/平方公里（2018年）。主要城镇为莱萨布勒多洛讷。

## 辖区
莱萨布勒多洛讷区辖有71个市镇。